# Cifanta

Mapa del sur del Peloponeso en la Antigüedad. La ciudad de Cifanta se encontraba al norte de Zárax.

Cifanta (en griego, Κύφαντα) es el nombre de una antigua ciudad griega de Laconia que a veces perteneció al territorio de Argólide.
Es citada por Pausanias que menciona que se encontraba a ciento diez estadios de Zárax —cien por la costa más diez por el interior— y a doscientos de Brasias. En su tiempo se encontraba en ruinas y allí se hallaba una cueva de Asclepio con una estatua de piedra. Además, había una fuente de agua fría que brotaba de una roca de la que se creía que había brotado por primera vez tras un golpe que había dado con su lanza en la roca Atalanta, personaje de la mitología griega.
Fue una de las ciudades tomadas por un ejército espartano dirigido por Licurgo que invadió Argólida en el año 219 a. C.